# Teretrispa orchidaceae
Teretrispa orchidaceae là một loài bọ cánh cứng trong họ Chrysomelidae. Loài này được Gressitt miêu tả khoa học năm 1960.